# Fusillés de Flirey
Les fusillés de Flirey sont quatre soldats français fusillés pour l'exemple  pendant la Première Guerre mondiale, le  20 avril 1915, à Flirey en Meurthe-et-Moselle. Le  caporal Antoine Morange et les soldats Félix Baudy, François Fontanaud et Henri Prébost, étaient incorporés à la 5e compagnie du  63e régiment d'infanterie. Cette compagnie, déjà durement éprouvée par les combats, avait refusé collectivement la veille de remonter à l'assaut de la crête de Mort-Mare. Les quatre furent réhabilités en 1934.

## Biographies
Les quatre soldats fusillés sont : 
Félix François Louis Baudy, né le 18 septembre 1881 à Royère-de-Vassivière, est un militant du syndicat des maçons et aides de Lyon de la Confédération générale du travail (CGT) fondée à Limoges en 1895. C'est un maçon de la Creuse travaillant sur les chantiers de Lyon.
Henri Prébost est né le 1er septembre 1884 à Saint-Martin-Château en Creuse, il vivait à Villeurbanne où il exerçait le métier de maçon. Il était également militant de la CGT,.
François Fontanaud est originaire de Charente occitane, il était né en 1883 à Montbron où il fut inhumé,.
Antoine Morange est né à Champagnac en Haute-Vienne le 20 septembre 1882, il est le fils d'Antonin Morange et de Marguerite Vigier,.

## Circonstances de la peine
Le 19 avril 1915, une attaque devait avoir lieu à Mort-Mare (5 km sud de Thiaucourt), afin d’enlever une tranchée encore occupée par les Allemands au centre d’une première ligne conquise quelques jours plus tôt avec la perte de 600 hommes. Les troupes d’assaut avaient été tirées au sort et le hasard avait désigné l’une des compagnies fortement malmenées les 3, 4 et 5 avril lors des combats sur la route de Thiaucourt.
Au signal de l’attaque cette compagnie de 250 hommes refuse de partir à l'assaut et de quitter la tranchée : « ce n’est pas notre tour d’attaquer » disent-ils. Quelques instants auparavant, parmi les quinze hommes qui venaient de sortir de la tranchée douze avaient été tués ou blessés et restaient là, sous les yeux de leurs compagnons.
Le général Delétoille ordonne que les 250 soldats passent en cour martiale pour crime de lâcheté afin d'être exécutés. Après l'intervention d'autres officiers, trois hommes sont finalement désignés et deux tirés au sort. Ils comparaissent, pour une parodie de procès. L'un d'eux est acquitté. Deux hommes ont été choisis par tirage au sort dont le soldat François Fontanaud. Les trois autres : le caporal Antoine Morange, les soldats Félix Baudy  et Henri Prébost ont été désignés par leurs supérieurs en raison de leur appartenance syndicale à la CGT. Le général Joffre de passage dans le secteur aurait refusé sa clémence exigeant la plus grande sévérité à l'égard de la compagnie.
Le 20 avril, le caporal Antoine Morange, les soldats Félix Baudy, François Fontanaud et Henri Prébost sont fusillés à la lisière d’un bois de Manonville.
Les fusillés pour l'exemple de Flirey s'ajoutent à ceux de Vingré, Fontenoy, Fleury, Mouilly, Montauville... En quatre ans, 2 400 « poilus » auront été condamnés à mort et 600 exécutés, les autres voyant leur peine commuée en travaux forcés.

## Réhabilitation

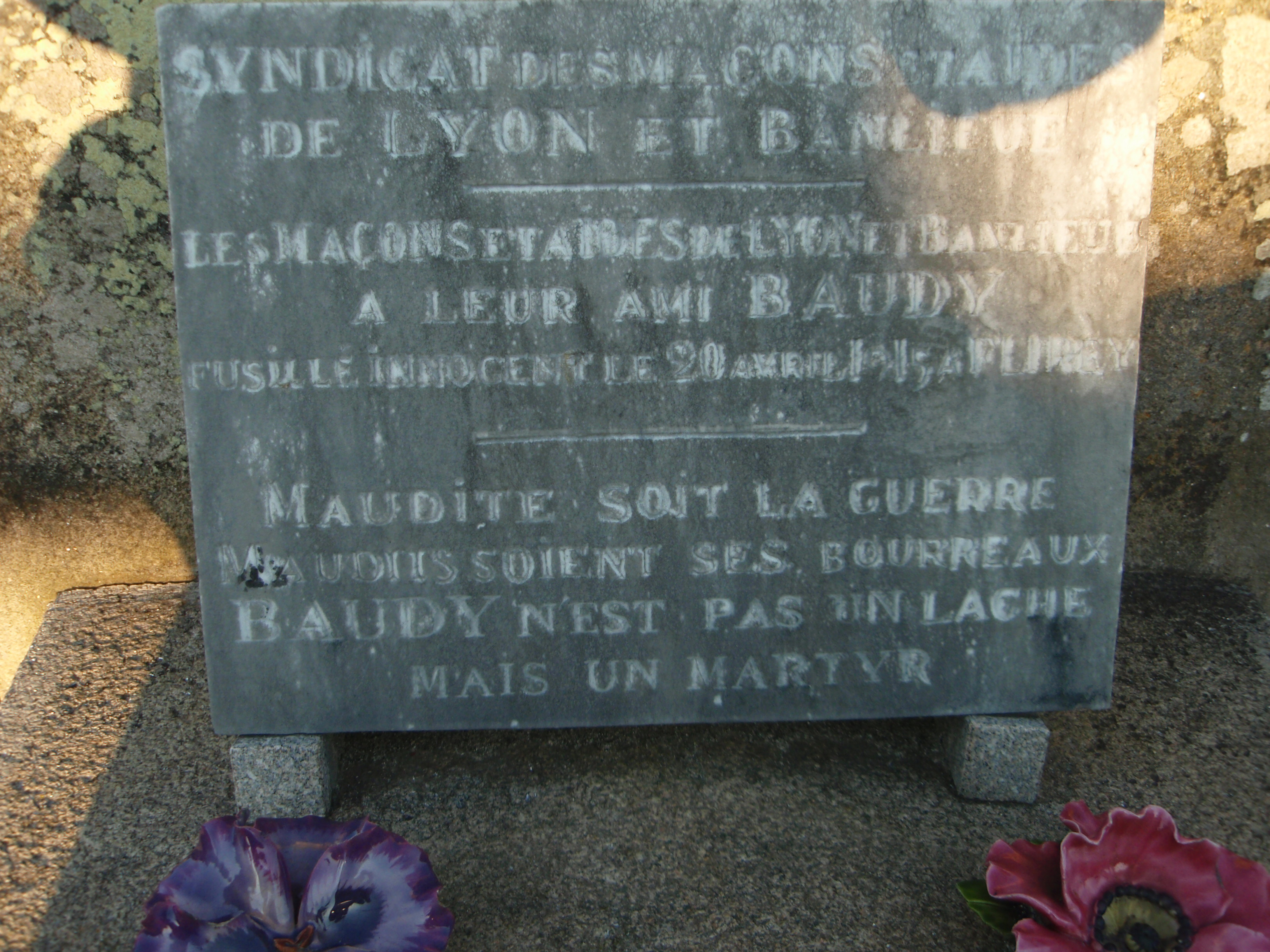
La stèle sur la tombe de Félix Baudy à Royère

Très peu, environ une quarantaine sur 600, dont Félix Baudy et ses compagnons de malheur, ont été rétablis dans leur honneur dans les années 1920 ou 1930. Ces quatre soldats ont été réhabilités en 1934.

## Mémoire
La sépulture de Félix Baudy se situe dans le cimetière communal de Royère-de-Vassivière où une plaque, réalisée par ses amis maçons, y est posée avec cette inscription: "Maudite soit la guerre - Maudits soient ses bourreaux - Baudy n'est pas un lâche - Mais un martyr". Cette plaque a été rénovée en 2005 à l'initiative du comité laïque des amis du monument de Gentioux ,. Son nom est aussi inscrit sur le monument aux morts de la commune.
Chaque 11 novembre des militants de divers horizons viennent déposer une gerbe sur la tombe de Félix Baudy dans le cimetière de Royère-de-Vassivière, après s'être recueillis devant le monument aux morts pacifiste de Gentioux.
Le fait que les quatre fusillés soient d'origine limousine (deux maçons de la Creuse, un Haut-Viennois et un Charentais originaire de Montbron, commune de langue limousine) a participé à faire de l'affaire des fusillés de Flirey un symbole de l'atrocité de la guerre régulièrement cité et commémoré par les pacifistes limousins.

## Photo de l'exécution
Le 20 avril 1915, une photo clandestine de l'exécution est prise par Jean Combier, artilleur mais aussi photographe professionnel. Ce cliché distribué individuellement à des soldats n'est retrouvé qu'en 1976 par le fils de l'auteur. Elle est ensuite publiée dans l'ouvrage « La Grande Guerre vue par l'artilleur Jean Combier 1914-1918 ».